# Raport masic
Raportul masic e un mod de exprimare a compoziției unui amestec sau substanțe. Este definit ca raportul dintre masa unui component si a altui component de referință, de obicei solventul.
{\displaystyle \zeta \mathrm {(i)} ={\frac {m\mathrm {(i)} }{m\mathrm {(LM)} }}}.
Este definit pe baza legii conservarii masei.

## Vezi si
Umiditate